# Сташинский, Богдан Николаевич
Богда́н Никола́евич Сташи́нский (укр. Богдан Миколайович Сташинський, род. 4 ноября 1931, село Борщовичи, Львовское воеводство, Польская Республика) — агент советских спецслужб (МГБ СССР, а затем КГБ СССР), убивший лидеров украинского националистического движения Льва Ребета (1957) и Степана Бандеру (1959).
Сташинский вырос в семье, связанной с украинским националистическим движением. Был завербован МГБ в девятнадцатилетнем возрасте и сначала зарекомендовал себя в операциях против украинского подполья. После прохождения подготовки для работы за границей в 1954 году он был доставлен в Берлин, откуда периодически выезжал в Западную Германию. В Мюнхене он выследил, а затем убил (отравил при помощи пистолета, распылявшего ядовитое вещество) Ребета и Бандеру. За успешное выполнение операций Сташинский был награждён орденом Красного Знамени. В 1961 году он женился на жительнице ГДР Инге Поль вопреки желаниям руководства КГБ, которое отозвало его в Москву и вскоре дало понять, что его карьера в качестве заграничного агента окончена.
В августе 1961 года, воспользовавшись разрешением Сташинскому посетить похороны их новорождённого сына в Берлине, Богдан и Инге бежали в Западный Берлин накануне закрытия границы властями ГДР. Сташинский сдался полиции ФРГ, признался в двух убийствах и подробно рассказал об операциях советских спецслужб. Процесс над ним, прошедший в 1962 году, привлёк широкое внимание к операциям КГБ за рубежом и украинскому националистическому движению. Получив скандально мягкий приговор (восемь лет заключения), Сташинский отбыл его не полностью и тайно был освобождён в 1966 году. Власти ФРГ вывезли его за границу, вероятно, в США или ЮАР, где Сташинский поселился под новым именем и, предположительно, с изменённой внешностью. Его дальнейшая судьба неизвестна.

## Биография

### Происхождение и юность
Богдан Сташинский родился в селе Борщовичи (в то время — Львовское воеводство Польской Республики, сейчас — Львовский район Львовской области Украины) 4 ноября 1931 года, его отец был плотником. У Богдана были две старшие сестры — Ирина и Мария. Преподавание в школе в Борщовичах велось на украинском языке, вторым языком был польский, после присоединения Западной Украины к СССР в 1939 году его сменил русский, а двумя годами спустя, после занятия Львовской области войсками нацистской Германии и включения её в состав Генерал-губернаторства — немецкий. В 1945 году Богдан переехал во Львов и окончил школу там, после чего поступил в Львовский педагогический институт, где изучал математику. Сташинские симпатизировали идеям украинского национализма, а их родственник Пётр Сташинский, член «Просвиты» и ОУН, в 1940 году был арестован по обвинениям по чч. 6 и 11 ст. 54 УК УССР (соответственно, шпионаж и участие в деятельности контрреволюционной организации) и расстрелян в львовской тюрьме в июне 1941 года непосредственно перед сдачей города. В послевоенные годы Сташинские помогали подпольщикам-оуновцам.
В апреле 1950 года Богдан, из-за бедности часто ездивший из Львова в Борщовичи и обратно без билета, был задержан милиционером. На станции его ожидал капитан госбезопасности Ситняковский, который угрозами преследования Сташинского и членов его семьи по контрреволюционным статьям (собранные материалы позволяли это сделать) принудил его к сотрудничеству. Сташинский рассказал всё, что знал об оуновском подполье, и согласился сообщать любую информацию о партизанах, которая ему станет известна. Получив оперативный псевдоним «Олег», первоначально он ограничивался донесениями, но кураторы из МГБ требовали от него большего, и таким заданием стала помощь в поимке командира местного отряда УПА Ивана Лабы (псевдоним «Кармелюк»), который ухаживал за Марией Сташинской. Чтобы Богдан попал в отряд Лабы, МГБ пустило слух о планируемом аресте Сташинского; уход в лес казался единственным вариантом его избежать. Сташинский вернулся из Львова в Борщовичи и с помощью сестры в марте 1951 года присоединился к партизанам. Благодаря донесениям, которые «Олег» азбукой Морзе отсылал своему куратору Ситняковскому, 14 июня того же года Лаба и его соратники попали в засаду и были убиты. Во время пребывания в лесу Сташинский узнал, что громкое убийство драматурга и публициста Ярослава Галана совершил студент Михаил Стахур, о чём тоже сообщил куратору. В июле 1951 года Стахур был арестован (в пищу, которой его снабжали жители деревни, было подсыпано снотворное), а 16 октября повешен по приговору состоявшегося в тот же день суда. Для подполья и родственников Сташинского стало очевидным, что Богдан сотрудничает с МГБ, и они оборвали все контакты с ним. Этот факт, а также предложенный Сташинскому оклад, представлявший собой огромный для необеспеченного студента заработок, сделали неизбежным официальное поступление на службу в органы госбезопасности. Через несколько лет Богдан постепенно наладил отношения с семьёй и изредка приезжал в Борщовичи, но полностью они никогда не восстановились.

### Начало карьеры агента
Сташинский был принят на работу в группу «Тайфун» — одно из подразделений Львовского областного управления МГБ, в которые набирали бывших членов УПА. Такие подразделения как проводили боевые операции против укрывавшихся в лесах групп партизан, так и совершали акции террора против местных жителей, маскируясь под боевиков УПА. Сташинский хорошо характеризовался и выделялся образованием, и через год, летом 1952 года ему предложили пройти обучение в Киеве для подготовки к агентурной работе за рубежом. В следующие два года ему преподавали разнообразные навыки шпионской деятельности, немецкий и польский языки. В Киеве «Олег» жил по документам на фамилию Мороз.
Летом 1954 года на машине Сташинский — уже сотрудник КГБ СССР, образованного вместо МГБ, — пересёк советско-польскую границу. Под именем Бронислава Качора он прибыл в Щецин на границе Польши и ГДР, где пять месяцев находился в статусе прикомандированного к сотруднику Министерства общественной безопасности, вместе с которым учил «легенду» Йозефа Леманна — своего немецкого alter ego. Согласно «легенде», Йозеф Леманн родился 4 ноября 1930 года (в один день с Богданом, но на год старше) в немецко-польской семье и рос в Польше и на Украине, чем и объяснялся акцент. В конце 1954 года Сташинского доставили в Берлин, где его куратором стал сотрудник 6-го отдела КГБ в Восточной Германии Алексей Деймон (Сташинский знал его как Сергея). Первый месяц Йозеф Леманн жил в штабе советской администрации в районе Карлсхорст, после Рождества, всё ещё владея немецким языком на недостаточном уровне, переехал в Цвиккау, где был устроен на совместное советско-немецкое предприятие, а осенью 1955 года вернулся в Берлин и получил документы сотрудника министерства внешней и внутригерманской торговли ГДР.

### Убийство Ребета
В начале 1956 года Сташинский получил от Деймона первое задание, связанное с поездкой в Западную Германию: он должен был встретиться в Мюнхене с Иваном Бысагой, советским агентом западноукраинского происхождения, сумевшим втереться в окружение Льва Ребета, редактора журнала «Український самостійник» и одного из интеллектуальных лидеров ОУН (вокруг него группировалась часть эмигрантов, находившихся в оппозиции к Степану Бандере). Советские спецслужбы планировали похищение Ребета, для чего Бысага должен был бы подсыпать ему в пищу снотворное. Но Бысага очевидно не справлялся с заданием и в итоге был отозван в Берлин. Деймон поручил уже Сташинскому скрытую слежку за Ребетом. Под именем Зигфрида Дрэгера он в течение 1957 года несколько раз приезжал в Мюнхен, каждый раз на несколько дней. Он выяснил, что известный КГБ адрес Ребета на Франц-Йозеф-штрассе устарел, и, проследив за Ребетом от редакции «Українського самостійника», установил новый (на Оккамштрассе). В сентябре Деймон познакомил Сташинского с неизвестным, прибывшим из Москвы. Неизвестный продемонстрировал ему небольшой предмет цилиндрической формы со спусковым крючком и объяснил, что это пистолет: спусковой крючок приводит в действие механизм, разбивающий ампулу с ядом, пары которого через две-три минуты приводят к закупорке артерий и смерти жертвы от остановки сердца. Для наибольшего эффекта рекомендовалось выстрелить в жертву на высоте груди, чтобы пары, поднимаясь, попали в дыхательную систему. Смерть должна была наступить через полторы минуты, а следы яда — исчезнуть до их возможного обнаружения при вскрытии. Оружие было одноразовым, после выстрела от него надо было избавиться. Через несколько дней приезжий вместе со Сташинским испытал оружие на собаке под Берлином (на озере Мюггельзе). Перед выстрелом необходимо было принять противоядие, расширяющее артерии, иначе ядовитые пары были опасны и для стрелявшего. Сташинскому не называли будущую жертву прямо, но однозначно давали понять, что это Ребет, которого решили не похищать, а убить, при этом подозрения могли бы упасть на его конкурентов в эмигрантском движении.
Сташинский вылетел в Мюнхен 9 октября 1957 года, предъявив документы на имя Дрэгера, оружие он вёз с собой, замаскировав под жестянку с сосисками. По требованию куратора убийство должно было произойти у редакции, находившейся на Карлсплац. 10 и 11 октября Сташинский, приняв противоядие, ждал Ребета там, но он не пришёл. 12 октября приходилось на субботу, и обычно в выходные Ребет работал из дома, но в тот день изменил привычке. Ребет приехал в редакцию около десяти утра, и Сташинский, увидев, как он выходит из трамвая, зашёл в подъезд и поднялся на второй этаж. Когда Ребет вошёл, убийца встретил его на лестнице, направил завёрнутый в газету пистолет в лицо и выстрелил. Пройдя дальше, Сташинский раздавил в марле ампулу с противоядием, пары которого нужно было вдохнуть после выстрела. Затем он пешком дошёл до парка Хофгартен и в соответствии с указаниями куратора выбросил пистолет в ручей Кёгльмюльбах. После выстрела агент не оборачивался и убедился в выполнении задания, когда, возвращаясь мимо Карлсплац, увидел у подъезда полицейских и врачей скорой помощи. В реальности Ребет умер не сразу, а после выстрела смог преодолеть два лестничных пролёта. Тем не менее, патологоанатом пришёл к выводу, что смерть Ребета наступила от естественных причин — остановки сердца. Руководство Сташинского, вернувшегося в Берлин рейсом из Франкфурта-на-Майне, в КГБ признало операцию успешной.

### Убийство Бандеры
25 мая 1958 года Сташинский по поручению Деймона присутствовал на поминальной встрече украинских националистов на кладбище Кросвейк в Роттердаме, посвящённой двадцатилетней годовщине убийства Евгения Коновальца агентом НКВД Судоплатовым. Там он впервые увидел Степана Бандеру, который выступал с речью. В январе 1959 года Сташинский вылетел в Мюнхен под именем Ганса Йоахима Будайта с заданием установить адрес Бандеры. В КГБ знали, что он живёт в Мюнхене под именем Стефана Попеля. Известный КГБ адрес оказался устаревшим, но Сташинский нашёл в телефонной книге новый адрес Попеля (Крайтмайрштрассе, 7) и убедился, что там стоит тот же автомобиль, на котором Бандера приезжал в Роттердам, а в списке жильцов есть фамилия Попель. В апреле 1959 года Сташинского вызвали в Москву, где вышестоящий руководитель Деймона — полковник Георгий Ищенко — сообщил Богдану, что ему поручено убить Бандеру тем же способом, что и Ребета. Для этого его снабдили усовершенствованным двуствольным оружием, с помощью которого можно было убить и телохранителя, с которым украинский националист не расставался, а также ключами от подъезда его дома. В мае 1959 года Сташинский прилетел в Мюнхен и несколько дней следил за Бандерой у его дома и у рабочего адреса на Цеппелинштрассе. У него имелся набор отмычек, но он не смог открыть дверь подъезда, а подкараулить жертву в другом удобном месте тоже не удалось. Сташинский разрядил оружие в землю и потом выкинул в ручей, как после убийства Ребета, после чего вернулся в Берлин. В следующий раз он прилетел в Мюнхен без оружия и с новым набором ключей, который, после ручной доработки, позволил попасть в подъезд. В августе он поехал в отпуск, во время которого посетил родственников в Борщовичах.
Для выполнения миссии Сташинский вылетел в Мюнхен 14 октября. На следующий день, 15 октября он ещё не планировал убийство, поэтому немного задержался и приехал сразу на Цеппелинштрассе, где примерно в полдень увидел, как Бандера с женщиной садятся в машину и уезжают. Сташинский отправился на трамвае к дому жертвы, куда около часа дня Бандера приехал один. Сташинский зашёл в подъезд, пропустил спускавшуюся сверху женщину, потом поднялся на первую лестничную клетку. Бандера нёс сумку с овощами и немного замешкался, открывая дверь в подъезд. Убийца спустился навстречу, изобразил, что завязывает шнурок, чтобы Бандера успел войти внутрь, и, двинувшись навстречу, выстрелил в лицо из обоих стволов, после чего вышел из подъезда и вдохнул пропитанный противоядием платок. Сташинский пешком дошёл до Хофгартена, как и в прошлые разы, избавился от пистолета, доехал до вокзала и на скором поезде уехал во Франкфурт. Там он переночевал в гостинице и наутро вылетел в Берлин. На рейс из Франкфурта Сташинский зарегистрировался под фамилией Ковальски. Позже на допросе он объяснял, что сделал это спонтанно и что берлинские кураторы охарактеризовали как серьёзную ошибку использование имени, которое он не мог подтвердить документами. Бандеру, лежавшего на полу в крови, натёкшей изо рта, носа и ушей, быстро обнаружила соседка, которая вызвала скорую помощь и позвала из квартиры сверху его жену Ярославу. Тот умер в скорой помощи по пути в больницу.
Первоначальной версией смерти украинского националиста врачи считали инсульт. При вскрытии судебный медик Вольфганг Шпанн обнаружил в организме следы цианистого калия, но медики и полицейские посчитали, что Бандера мог окончить жизнь самоубийством. В дальнейшем и украинские националисты, ведшие собственное расследование, и немецкие полиция и контрразведка, и ЦРУ отрабатывали различные версии возможного убийства, в качестве основной версии рассматривая причастность КГБ. В свою очередь, советские спецслужбы через восточногерманскую прессу обвинили в устранении Бандеры Теодора Оберлендера, министра по делам перемещённых лиц, беженцев и жертв войны в правительстве Аденауэра, а в 1941 году — прикомандированного к батальону «Нахтигаль» офицера: якобы Оберлендер опасался, что тот даст показания об участии немецкого политика во львовском погроме.
3 ноября 1959 года секретным указом Президиума ЦК КПСС Сташинский был награждён орденом Красного Знамени за выполнение «нескольких ответственных заданий, связанных с риском для жизни». Деймон получил звание почётного сотрудника госбезопасности и был вне очереди произведён в полковники.

### Жизнь в Москве. Свадьба

Жена Богдана Сташинского Инге Поль

Ещё в 1957 году Сташинский под именем Леманна познакомился на танцах с двадцатилетней немкой по имени Инге Поль, жившей в пригороде Далльгов, а работавшей в парикмахерской в Западном Берлине. Они начали встречаться, несмотря на частые отлучки Йозефа (он объяснял это командировками, в которые его направляет министерство), а весной 1959 года Сташинский сделал Инге предложение.
В начале ноября 1959 года Сташинского вызвали в Карлсхорст, где руководитель берлинской резидентуры Александр Коротков сообщил ему о награждении и о том, что его вызывают в Москву для прохождения курса переподготовки для работы в одной из западных стран. 20 ноября Сташинский сел на поезд до Москвы с документами на имя Александра Крылова. В начале декабря в московской штаб-квартире КГБ его приняли председатель КГБ Александр Шелепин и руководитель зарубежной нелегальной разведки Алексей Крохин. Сташинскому был вручён орден Красного Знамени, он рассказал высшему начальству о подробностях операций и испросил разрешения на брак с Поль — в спецслужбе брак даже с благонадёжной иностранкой считался крайне нежелательным. В тот раз ему не дали согласия, но разрешили пригласить Инге в Москву. В следующий приезд в Берлин Сташинский признался Инге, что работает на КГБ под вымышленным именем. Это потрясло девушку, но когда она пришла в себя, то решила, что они вдвоём должны бежать на Запад. Богдан не был готов к немедленному побегу и убедил Инге, что ему потребуется некоторое время, чтобы подготовиться, а пока она должна будет изображать добропорядочную коммунистку. В январе 1960 года Сташинский и Поль с документами на имя мужа и жены Крыловых приехали в СССР и провели в Москве и Ленинграде два месяца, находясь под постоянным и почти не скрывавшимся наблюдением. Перед отъездом пары в Берлин руководство дало согласие на брак, после которого Сташинские будут обязаны вернуться в Москву, чтобы Богдан прошёл годичный курс повышения квалификации. Брак был заключён в Берлине 23 апреля 1960 года, при этом, кроме гражданской регистрации, новобрачные обвенчались по лютеранскому обряду, 9 мая Сташинские вернулись в Москву.
В Москве Сташинскому предложили готовиться к работе в Великобритании или Швейцарии — он выбрал Швейцарию — и освоить профессию парикмахера для прикрытия. Сташинским выделили квартиру на севере города (в Останкинском районе). Они быстро обнаружили, что их квартира прослушивается, а письма от родственников Инге, которые в целях конспирации приходили на контролировавшийся КГБ адрес в Варшаве, перлюстрируются. Инге не могла привыкнуть к более низкому, чем в Берлине, уровню жизни. Осенью 1960 года Богдан вместе с Инге провёл около месяца в Борщовичах, и тогда же они узнали о беременности Инге. Новый куратор Сташинского Саркисов предложил организовать аборт или поместить ребёнка в детский дом, так как уход за новорождённым был бы несовместим с планировавшейся нелегальной работой. Сташинские настояли на том, что сохранят ребёнка, но скоро стало ясно, что после этого в руководстве перестали рассматривать Богдана как заграничного резидента: ему отменили уроки немецкого, а в декабре его принял заместитель начальника управления «С» ПГУ КГБ СССР Владимир Барышников, который сообщил, что командировка отменяется, и более того, даже на запланированную рождественскую поездку в Берлин к родителям Инге выпустят только её, но не самого Богдана (якобы это подвергало его опасности). Сташинские провели рождественские праздники в Борщовичах, а 13 января 1961 года Инге вылетела в Берлин, чтобы готовиться к родам — у неё была осложнённая беременность. Супруги договорились о том, что Инге уже не вернётся в СССР, а Богдан будет искать возможности присоединиться к ней. Для переписки они разработали систему кодовых обозначений.
В марте 1961 года Сташинский под своим настоящим именем был принят на второй курс Московского государственного педагогического института иностранных языков. Преподавание иностранного языка в составе общего потока не могло дать бывшему резиденту ничего нового, но уже очевидно навсегда невыездному сотруднику было решено оформить вузовский диплом. Инге через советское посольство в Берлине отправила на имя Шелепина письмо с просьбой выпустить Богдана к ней, но Сташинского уведомили об отрицательном решении. Тогда же Сташинскому в очередной раз назначили нового куратора: Саркисова сменил подполковник Юрий Александров.

### Смерть сына и побег
31 марта 1961 года Инге прежде срока родила сына, которому дала имя Петер. В последующие месяцы Сташинский просил разрешения на выезд, но руководство КГБ было непреклонным и требовало, чтобы именно Инге с новорожденным вернулись в Москву; на август 1961 года супруги планировали воссоединение в Москве. Но 8 августа Сташинский узнал, что Петер умер в Берлине после скоротечной болезни. В КГБ согласовали посещение Берлина Сташинским, вероятно, опасаясь, что Инге в отчаянии обратится к властям ГДР, что приведёт к утечке информации о нём.
10 августа Сташинский и Александров на военном самолёте вылетели в Шпремберг, откуда машиной отправились в Далльгов, где забрали Инге. Сташинский ехал по паспорту Крылова, но тайком от руководства взял документы на имя Леманна и подлинные документы на имя Сташинского. С 10 на 11 августа Сташинские переночевали в служебной квартире в Карлсхорсте под охраной. Похороны были назначены на 13 августа. 11 августа Богдан посетил больницу, в которой не смогли спасти Петера, и часовню, где лежало его тело. Сташинским давали провести свободное время вдвоём, но слежка за ними не прекращалась, а на ночь они должны были возвращаться в Карлсхорст.
Утром 12 августа Александров отвёз Сташинских в Далльгов к родителям Инге, откуда договорился забрать их около 10 часов вечера. Они решили бежать, не дожидаясь этого времени и, следовательно, не оставаясь на похороны. По совпадению, о чём Сташинские не знали, именно ночью с 12 на 13 августа по решению, согласованному Хрущёвым и Ульбрихтом, должно было прекратиться свободное перемещение граждан между ГДР и Западным Берлином. Далльгов находился к западу от Берлина, и из него шедшим на восток поездом было легко попасть в Западный Берлин, но Сташинские решили, что на станции их заметят, в сопровождении младшего брата Инге Фрица пешком дошли до городка Фалькензе и там поймали такси, на котором кружным путём доехали до центра Берлина; на посту на въезде в город Сташинский предъявил документы на имя Леманна. В центре они отпустили Фрица и поймали другое такси до станции городской электрички Шёнхаузер-аллее. Следующая станция Гезундбруннен относилась уже к Западному Берлину. В Западном Берлине Сташинские добрались до тёти Инге, жившей в районе Любарс, а от неё поехали сдаваться в полицейское отделение. Фриц Поль после расставания тоже принял решение бежать и успел на поезд в Западный Берлин до закрытия границы.
13 августа, в день похорон Петера, Сташинского самолётом эвакуировали из Западного Берлина во Франкфурт, где до конца месяца его допрашивало ЦРУ. То, что Сташинский предъявил документы на несколько разных личностей, а его показания об убийствах Ребета и Бандеры противоречили материалам проведённых расследований и агентурной информации (в частности, переданной перебежавшим в январе 1961 года сотрудником польских спецслужб Михалом Голеневским), заставило ЦРУ отнестись к его словам с недоверием. 1 сентября американцы, не посчитавшие Сташинского ценным информатором, передали его западногерманской уголовной полиции.
В ходе «разбора» побега Сташинского ряд сотрудников КГБ был отозван из ГДР, куратор перебежчика Александров и один из руководителей берлинской резидентуры Александр Святогоров были не только уволены из органов госбезопасности, но и подвергались уголовному преследованию.

### Судебный процесс в ФРГ
В течение сентября 1961 года расследование Федерального ведомства уголовной полиции подтвердило детальнейшие показания Сташинского об обстоятельствах его поездок в ФРГ и убийств Ребета и Бандеры (например, проверяя его слова, полицейские нашли в замке подъезда на Крайтмайрштрассе обломок отмычки, оставшийся там при одной из неудачных попыток агента проникнуть внутрь). КГБ, вероятно, было осведомлено о показаниях перебежчика и ходе расследования благодаря завербованному высокопоставленному сотруднику контрразведки Хайнцу Фельфе. Играя на опережение, в октябре 1961 года КГБ и Штази организовали пресс-конференцию, на которой выступил якобы агент Федеральной разведывательной службы Германии, признававшийся в том, что убийство Бандеры организовали немецкие спецслужбы. В дальнейшем кампании дезинформации возлагали вину за убийство на украинских националистов и реанимировали версию о причастности Оберлендера. Фельфе незадолго до этого был разоблачён Голеневским, и перехваченные сообщения кураторов ему о пресс-конференциях об убийстве Бандеры дали формальные основания для ареста Фельфе 6 ноября 1961 года. 17 ноября Генеральная прокуратура Германии обнародовала сообщение о показаниях Сташинского и о предъявленном ему обвинении. Официальное обвинение КГБ в убийстве лидеров украинской эмиграции дало толчок общественной кампании: украинская диаспора в следующие недели организовала больше сотни акций протеста в Западной Европе и США, а глава Украинского конгрессового комитета Америки Лев Добрянски, в 1959 году ставший одним из авторов текста закона о «порабощённых народах», в январе 1962 года выступил перед обеими палатами Конгресса с призывом поддержать движение за независимость угнетённых народов и в первую очередь украинцев. В конце апреля правоконсервативный еженедельник Christ und Welt опубликовал пересказ обвинительного заключения. 7 сентября 1962 года в американском журнале Life вышла подробная статья Джона Стила, возглавлявшего вашингтонскую редакцию новостной службы Time Inc. «Наёмный убийца разоружён любовью: история советского шпиона, бежавшего на Запад» (англ. Assassin Disarmed by Love: The Case of a Soviet Spy Who Defected to the West). Это было самое подробное на тот момент изложение истории Сташинского, которое, вероятно, основывалось на материалах, полученных ЦРУ от немецких спецслужб и, в свою очередь, предоставленных Стилу; оттенок сенсационности добавлялся подчёркиванием того, что одним из мотивов побега была любовь к Инге.
В феврале — марте 1962 года Сташинский прошёл судебную психиатрическую экспертизу в университетской клинике Гейдельбергского университета. Дело подлежало рассмотрению в Федеральном верховном суде в Карлсруэ, и начало слушаний ожидалось в мае, но суд вернул дело следователям. Процесс открылся 8 октября 1962 года. Председательствовал Генрих Ягуш, Сташинского защищал адвокат Гельмут Зайдель. Для дочери Степана Бандеры Натальи, участвовавшей в процессе как потерпевшая, ОУН сумела обеспечить трёх представителей — баварского адвоката и консервативного политика Ханса Нойвирта, известного антикоммунистическими взглядами экс-конгрессмена Чарльза Керстена и эмигрировавшего в США правоведа Ярослава Падоха, лично знавшего Бандеру. Родственников Ребета, имевших куда меньшие возможности, представлял мюнхенский адвокат Адольф Мир. Инге Поль, под вымышленным именем жившая в Штутгарте, посещала мужа в тюрьме, но не присутствовала на заседаниях.
Биограф Сташинского Сергей Плохий характеризует его показания на суде как неискренние, а то и лживые. Так, рассказывая о своей вербовке, Сташинский старался описать себя равнодушным к идеям украинского национализма, который согласился на сотрудничество, чтобы уберечь родственников, хотя в реальности МГБ имело достаточно материалов на самого Богдана. Комментируя показания обвиняемого об убийстве Ребета, Ягуш сказал ему: «Есть разные люди, идущие на сотрудничество с КГБ. Кто-то из них даже делает это с радостью. Вы, герр Сташински, относитесь к этой категории». В то же время собственные показания Сташинского оставались по сути единственным подтверждениям того, что именно он убил Ребета и Бандеру. В частности, вызванная в суд соседка Бандеры, с которой убийца столкнулся в подъезде, не смогла его опознать, а ни один из трёх выброшенных в Кёгльмюльбах пистолетов не нашли (вероятно, они затерялись в мусоре во время ежегодных очисток ручья). Часть показаний Сташинского стала сенсацией. Так, он прямо подтвердил, что убийство Бандеры было санкционировано высшим руководством страны. По его словам, он убедился в этом, когда получил орден из рук Шелепина, в то время председателя КГБ, а в 1962 году — уже секретаря ЦК КПСС; согласно рассекреченным советским документам, в мае 1959 года на необходимость устранения Бандеры намекал, выступая на Всесоюзном совещании работников КГБ, секретарь ЦК Алексей Кириченко. Также Сташинский упоминал, что получал задание найти в Мюнхене квартиру Ярослава Стецько (одного из руководителей ОУН и создателя Антибольшевистского блока народов), что могло указывать на то, что он намечен следующей жертвой. Отвечая на вопрос своего адвоката Зайделя, Сташинский заявил, что во время жизни в Москве с Инге Поль он пережил духовное перерождение и осознал, что должен загладить свою вину в убийствах.
В прениях прокурор Альбин Кун запросил для Сташинского по пожизненному сроку за каждое убийство и три года за шпионаж. Нойвирт и Наталья Бандера поддержали его. Позиция семьи Ребетов состояла в том, что Сташинский в чём-то сам был жертвой советской системы и заслуживал мягкого приговора при условии осуждения правительства, которое отдало преступный приказ. Адвокат Зайдель предложил правовую конструкцию, согласно которой Сташинский совершил преступления вследствие многолетней идеологической обработки и страха за свою жизнь, поэтому его можно назвать только соучастником преступления, исполнители которого — высшие руководители КГБ и советского государства. Подсудимый в последнем слове признал вину и просил суд проявить милосердие. 19 октября 1962 года Ягуш огласил приговор, в котором по ключевым вопросам согласился с позицией защиты: Сташинский был признан виновным в двух убийствах (нем. Mord, статья 211 Уголовного кодекса Германии) и одном эпизоде изменнических сношений (нем. verräterischer Beziehungen, статья 100), но ему были назначены только по шесть лет за каждое убийство и один год — за изменнические сношения, всего, с частичным сложением наказаний — восемь лет заключения. Судья заключил, что хотя Сташинский совершил оба убийства лично, настоящими исполнителями (нем. Täter) должны быть признаны те, кто отвечал за выбор жертв и планирование других аспектов преступления, а участие самого агента, возможно, не желавшего наступления преступных результатов, квалифицируется как пособничество (нем. Beihilfe), что даёт основания для смягчения наказания в соответствии со ст. 49 Уголовного кодекса.
Приговор был воспринят немецкой прессой как скандальный и продиктованный политическими мотивами. Использованная правовая конструкция представляла собой пересмотр подхода Нюрнбергского процесса к ответственности за исполнение преступных приказов и точно так же могла быть применена на продолжавшихся процессах над бывшими нацистами. Обвинение советского руководства в отдаче приказов Сташинскому не получило видимого внешнеполитического продолжения: через полгода после вынесения приговора, 23 апреля 1963 года правительство Аденауэра формально направило ноту протеста в посольство СССР, но этим и ограничилось.

### Заключение, освобождение и дальнейшая судьба
Сташинский отбывал наказание предположительно в тюрьме в городе Ландсберг-ам-Лех (Бавария). В апреле 1964 года его доставляли в Карлсруэ для встречи с американским сенатором Томасом Доддом, готовившим доклад о советской практике политических убийств за границей. В июне 1964 года Инге Поль оформила развод, затем её следы теряются. В марте 1965 года федеральный президент Генрих Любке отклонил поданное адвокатом прошение о помиловании.
В феврале 1969 года министерство юстиции сообщило, что более чем за два года до того Сташинский вышел из тюрьмы досрочно (он отбыл две трети срока) и покинул Германию. В статье Stern от 23 февраля 1969 года уточнялось, что немецкие власти 31 декабря 1966 года передали Сташинского сотрудникам ЦРУ. Его дальнейшая судьба, как и то, был ли он затем вывезен в США или третью страну, неизвестны. В 1971 году отставной глава Федеральной разведывательной службы Рейнхард Гелен выпустил мемуары, в которых подтвердил, что Сташинский «живёт сейчас как свободный человек где-то в свободном мире, который он выбрал 12 августа 1961 года». В марте 1984 года в южноафриканской газете Cape Times отставной руководитель секретного подразделения Бюро государственной безопасности Южноафриканской республики Майк Гельденхёйс сообщил, что в 1968 году Сташинский прибыл в ЮАР. Ему изменили внешность, его новая работа, как намекал Гельденхёйс, была связана со спецслужбами, и он женился вновь на местной девушке. Выбор ЮАР объяснялся тем, что страна не имела дипломатических отношений с СССР, что сильно осложняло работу советской агентуры и возможное убийство перебежчика, а о новом имени Сташинского, по словам ветерана, знали только Балтазар Форстер (в 1968 году премьер-министр, а впоследствии президент ЮАР), глава Бюро Хендрик ван ден Берг и сам Гельденхёйс. По данным историка советских органов государственной безопасности Бориса Володарского, операция по вывозу Сташинского в Южную Африку была совмещена с доставкой из ЮАР в ФРГ для обмена разоблачённого советского разведчика Юрия Логинова. Плохий предполагает, что навыки Сташинского могли быть востребованы властями ЮАР при подготовке элитных подразделений, участвовавших в антипартизанских операциях войны в Южной Родезии и впоследствии ставших основой сил специального назначения ЮАР. Российские исследователи утверждают, что Сташинский живёт в США.

## Значение
Согласно Д. Прохорову, побег и откровения Сташинского, последовавшие за побегом в 1954 году агента Николая Хохлова, который в 1957 году пережил отравление таллием (предположительно, операцию советских спецслужб по устранению предателя), считаются причиной временного отказа советского руководства от новых попыток убийств политических оппонентов за рубежом. В то же время Плохий указывает, что сменивший в 1961 году Шелепина на посту председателя КГБ Владимир Семичастный одобрил план по физическому устранению перебежчиков, таких, как Сташинский и бежавший в США в том же году Анатолий Голицын. В отношении Шелепина, занимавшего должность секретаря ЦК КПСС, Западная Германия выдала ордер на арест, и он на следующие годы стал «невыездным» за пределы соцлагеря. В 1975 году, после отмены угрозы уголовного преследования Шелепин, уже глава ВЦСПС, посетил Великобританию по приглашению британских профсоюзных лидеров. Демонстрации против его приезда с участием украинской диаспоры дали Брежневу формальный повод отправить некогда влиятельного соперника на пенсию.
Доктрина, применённая в деле Сташинского, действительно нашла применение в процессах против нацистских преступников среднего и низшего эшелонов, которые получили возможность доказывать, что субъективно не разделяли целей высшего руководства и не желали совершения преступлений, а потому подлежат уголовной ответственности только как пособники. В 1965 году обвиняемый на Втором Освенцимском процессе бывший заместитель коменданта Освенцима Роберт Мулька со ссылкой на эту доктрину был приговорён к четырнадцати годам заключения, избежав смертной казни. В 1969 году была принята поправка, формулирующая параграф 1 статьи 25 Уголовного кодекса: «Как исполнитель наказывается совершивший преступление лично или посредством другого лица» (нем. Als Täter wird bestraft, wer die Straftat selbst oder durch einen anderen begeht), что исключало возможность переквалификации, совершённой судом в деле Сташинского, но она вступила в силу только с января 1975 года, а до того закон в старой редакции был применён в ряде других дел.